# 朱思本
朱思本（1273年—14世纪），字本初，号贞一，江西临川（今抚州）人，元朝道士、诗人、地理学家。
朱思本出生于一个书生家庭，他出生后不久（1275年），抚州为元军攻占，朱全家抱着不合作的态度拒绝为元朝政府效力。朱幼年即前往龙虎山拜入正一道修真。元成宗大德三年（1299年），朱奉正一道宗师张留孙之命，前往大都协助其主管中国南方的道教事务。元武宗至大四年（1311年），朱奉命代表元朝皇帝祭祀中国各地名山大川，在其后的十年间，他走遍中国，参考水经注、通典、元和郡县志、元丰九域志、大元一统志等书籍，以“计里画方”的绘图方法绘出了舆地图。这幅地图不但包含中国的情况，也绘有蒙古帝国及周边小国，但是朱对这些自己并未实际考察过的地方并没有把握，认为“涨海之东南，沙漠之西北，诸番异域，虽朝贡时至，而辽绝罕稽，言之者既不能详，详者又未必可信，故于斯类，姑用阙如”。
至治二年（1322年），吴全节嗣位为玄教大宗师，朱返回江西。后吴有意任命朱为其接班人，但被朱拒绝。朱后隐居龙虎山中，不知其卒年。
朱的诗文也为时人称道，是元朝重要诗人之一，著有《贞一斋诗文稿》。